# Kellas (Moray)
Kellas, schottisch-gälisch: Ceallas, ist ein Weiler in der schottischen Council Area Moray beziehungsweise in der traditionellen Grafschaft Elginshire. Sie liegt im Norden der Council Area am linken Ufer des Lossie. Elgin liegt zehn Kilometer nordöstlich und Inverness rund 50 Kilometer westlich.
Die Ortschaft ist nicht zu verwechseln mit dem gleichnamigen Weiler in Angus.

## Geschichte
Ein vermutlich eisenzeitlicher Mahlstein von 36 cm Durchmesser der nordöstlich der Ortschaft auf einem Feld aufgefunden wurde, zeugt von der historischen Besiedlung der Umgebung. In dessen Nähe befindet sich außerdem ein ein Meter hoher Stehender Stein. Dieser befindet sich auf dem Friedhof einer präreformatorischen Kapelle, deren Fundamente 1871 noch sichtbar waren, die heute jedoch vollständig verloren ist. Der Ortsname leitet sich möglicherweise von „kil“ (Kirche, Zelle) ab und verweist auf diese Kapelle. In den 1910er Jahren entstand am Westrand der Ortschaft die Arts-and-Crafts-Villa Kellas House.
Die regional vorkommende Kellas-Katze ist nach der Ortschaft benannt.

## Verkehr
Kellas liegt an der B9010. Sie bindet die Ortschaft in Elgin und in Forres in an die A96 (Aberdeen–Inverness) an. Des Weiteren sind im Süden die A95 (Aviemore–Banff) und im Osten die A941 (Lossiemouth–Rhynie) zugänglich.